# جلایر، قاخ
جلایر (به ترکی آذربایجانی: Cəlayir) یک منطقه مسکونی در جمهوری آذربایجان است که در شهرستان قاخ واقع شده است. جلایر ۱۵۷۴ نفر جمعیت دارد.